# Candarave
A cidade peruana de Candarave é a capital da Província de Candarave, situada no Departamento de Tacna, pertencente a Região de Tacna, Peru.